# Трубка Піто

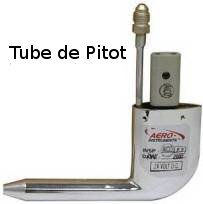
Трубка Піто

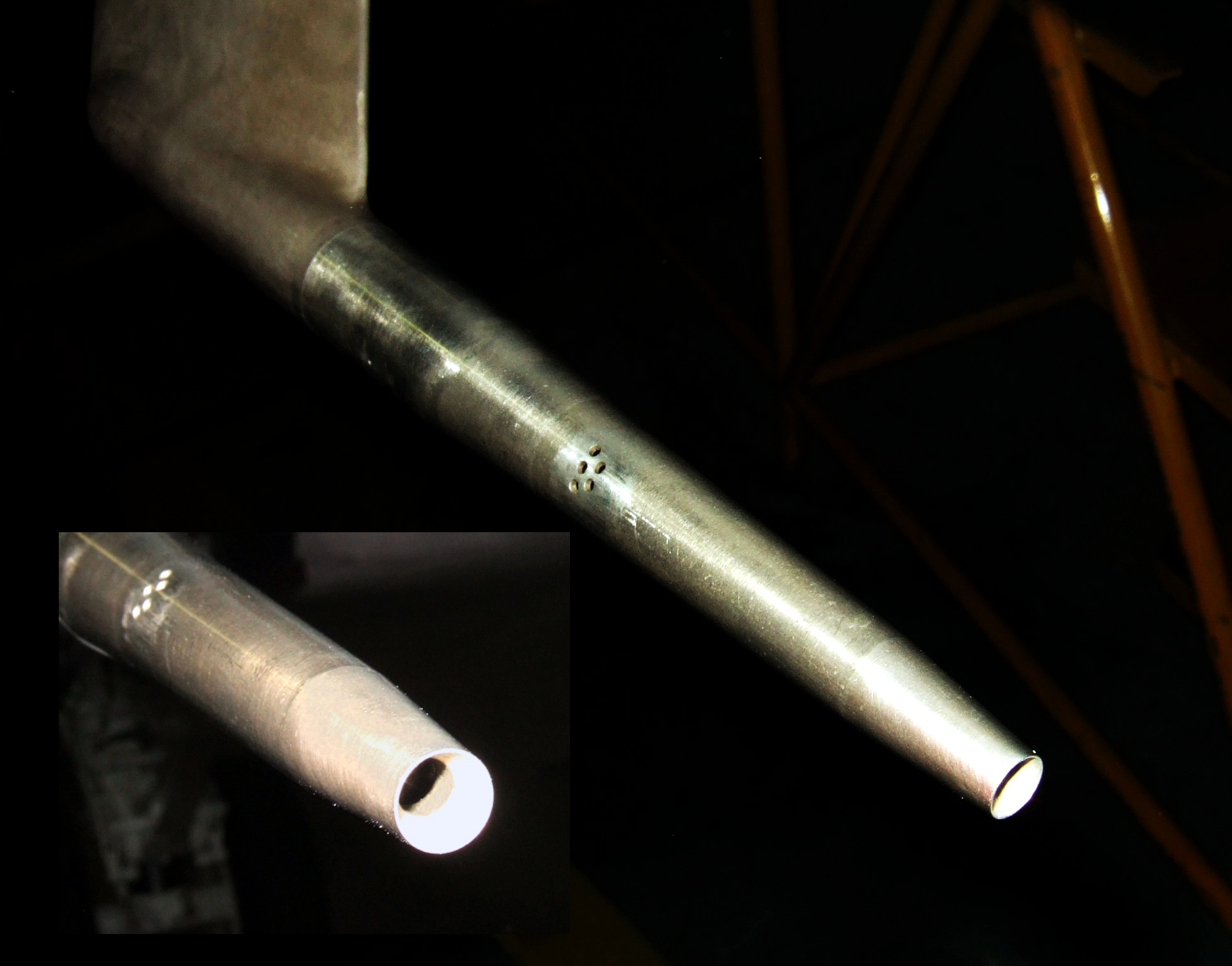
Трубка Піто з винищувача F/A-18

Трубка Піто

Трубка Піто (англ. Pitot tube) — прилад для вимірювання динамічного тиску потоку рідини (суспензії) чи газу.

## Етимологія та історія
Трубка Піто була винайдена французьким інженером Анрі Піто на початку 18 століття і була змінена до свого сучасного вигляду в середині 19-го століття французький вчений Анрі Дарсі.
Названа ім'ям її винахідника (1732) французького ученого Анрі Піто (Н. Pitot).

## Загальний опис
Трубка Піто виконана у вигляді Г-подібної трубки. Надлишковий тиск, що встановився в трубці приблизно дорівнює:
{\displaystyle p_{\partial }\approx \xi {\frac {\rho v_{o}^{2}}{2}}}
де {\displaystyle \rho ~} — густина рухомого середовища, що набігає; {\displaystyle v_{o}~} — швидкість набігаючого потоку; {\displaystyle \xi ~} — коефіцієнт.
Напірна (пневмометрична, або трубка повного натиску) трубка Піто підключається до спеціальних приладів і пристроїв. Застосовується при визначенні відносної швидкості і об'ємної витрати в газоходах і вентиляційних системах в комплекті з диференціальними манометрами.
Трубка Піто широко використовується для визначення швидкості польоту літаків, а також швидкості газу в промисловості. Трубку Піто використовуєть для вимірювання місцевої швидкості в даній точці потоку, а не для визначення середньої швидкісті в трубі або трубопроводі.
Застосовується, зокрема, як складова частина трубки Прандтля в авіаційних приймачах повітряного тиску для можливості одночасного визначення швидкості і висоти польоту.